# Robert Piguet
Paul Jean Robert Piguet (* 6. Mai 1898 in Yverdon-les-Bains; † 21. Februar 1953 in Lausanne) war ein Schweizer Modeschöpfer und Parfümeur.

## Leben
Piguet war der jüngste Sohn einer angesehenen Schweizer Bankiersfamilie. Mit 19 Jahren übersiedelte er nach Paris, um sich in der Welt der Mode einen Namen zu machen. Nach einem ersten, wirtschaftlich gescheiterten Versuch, sich mit einem eigenen Geschäft in der Avenue Montaigne zu etablieren, arbeitete er zunächst für Paul Poiret (1922–1924) und dann längere Zeit für das Modehaus Redfern (1924–1932). 
1933 eröffnete er schließlich in der Pariser Rue du Cirque seinen zweiten Salon, den er 1938 dauerhaft an den Rond-Point des Champs-Élysées verlegte. Während dieser Jahre avancierte er zu einem der gefragtesten Pariser Couturiers, der auch die nachfolgende Generation von Modeschöpfern prägte. So arbeiteten für ihn unter anderem Christian Dior, Hubert de Givenchy und Pierre Balmain, bevor sie sich mit eigenen Etablissements selbständig machten. 
Piguet war mit zahlreichen Schriftstellern und Künstlern seiner Zeit befreundet und entwarf in vielen Fällen Kostüme für ihre Inszenierungen und Bühnenauftritte, so unter anderem für Jean Cocteau, Colette, Sacha Guitry und Édith Piaf.
1944 lancierte er sein erstes Parfum mit dem Namen „Bandit“, kreiert von Germaine Cellier. 1945 folgte „Visa“, 1948 „Fracas“, ebenfalls von Cellier, und 1950 „Bagari“. Erst postum wurde 1963 auch noch ein fünftes Parfum auf den Markt gebracht, das Herrenparfum „Cravache“. 
1951 schloss Piguet aus gesundheitlichen Gründen seinen Salon.